# Tomáš Martinec
Pour les articles homonymes, voir Martinec.
Tomáš Martinec (né le 5 mars 1976 à Pardubice, Tchécoslovaquie) est un joueur germano-tchèque de hockey sur glace.

## Biographie
Tomáš Martinec commence sa carrière à l'ESV Kaufbeuren, d'abord chez les juniors puis dans l'équipe première lors de la fondation du nouveau championnat d'Allemagne de hockey sur glace. Après un retour dans son pays natal, il revient en Allemagne en 1998 aux Iserlohn Roosters, avec lesquels il revient en DEL en 2000. Pour la saison 2002-2003, il choisit les Adler Mannheim. En échange de Thomas Greilinger, l'entraîneur Greg Poss, avec qui il a joué au sein des Iserlohn Roosters, l'envoie chez les Ice Tigers de Nuremberg. Il signe un contrat de deux ans et devient le capitaine des Tigers.
En 2006, il revient à Mannheim pour un contrat de trois ans. Les Adler remportent le championnat et la Coupe d'Allemagne en 2007.
En septembre 2010, il accepte de jouer un an pour les Heilbronner Falken en 2. Bundesliga. À la fin de la saison en 2011, il met fin à sa carrière.
Sélectionné par l'équipe d'Allemagne de hockey sur glace, il participe aux championnats du monde 2002, 2003, 2004, 2005 ainsi qu'à la Coupe du monde de hockey sur glace 2004 et aux Jeux olympiques de 2006.
Tout au long de sa carrière, il porte le maillot numéro 13 que son père Vladimír Martinec portait au HC Pardubice.
Avec sa femme, Martinec ouvre à Mannheim une école privée de hockey sur glace, entre au conseil d'administration du club et devient l'entraîneur des scolaires des Jungadler Mannheim.